# جوردون ستيج
جوردون ستيج (بالإنجليزية: Gordon Steege)‏ (و. 1917 – 2013 م) هو طيار بطل أسترالي، ولد في شاتسوود ‏، ويحمل رتبة عسكرية عميد جوي ‏، توفي في Palm Beach, New South Wales ‏، عن عمر يناهز 96 عاماً.

## التعليم
تعلم في North Sydney Boys High School ‏
.

## الخدمة العسكرية
خدم في القوات الجوية الملكية الأسترالية.